# With Buffalo Bill on the U. P. Trail
With Buffalo Bill on the U. P. Trail; alternadamente chamado Buffalo Bill on the U. P. Trail, é um filme mudo produzido nos Estados Unidos e lançado em 1926.